# Новокрасилово
Новокрасилово — село в Заринском районе Алтайского края России. Входит в состав Гоношихинского сельсовета.

## География
Расположен в северо-восточной части края, при впадении в реку Чумыш её притока — р. Матвеевка.
уличная сеть
Состоит из трёх улиц, отображающих географическое положение: Заимская ул., Заречная ул., Зелёная ул.
Климат
континентальный. Средняя температура января −17,7 °C, июля +19,2 °C. Годовое количество атмосферных осадков — 450 мм.

## История
село входит в муниципальное образование «Гоношихинский сельсовет» согласно муниципальной и административно-территориальной реформе 2007 года.

## Население
| 1997 | 1998 | 1999 | 2000 | 2001 | 2002 | 2003 | 2004 | 2005 |
| ---- | ---- | ---- | ---- | ---- | ---- | ---- | ---- | ---- |
| 213  | ↘190 | ↘188 | ↘176 | ↗177 | ↘176 | ↗177 | ↘171 | ↘168 |
| 2006 | 2007 | 2008 | 2009 | 2010 | 2011 | 2012 | 2013 |      |
| ↗171 | ↗179 | ↘168 | ↘165 | ↘140 | →140 | ↘133 | ↘131 |      |

национальный состав
Согласно результатам переписи 2002 года, в национальной структуре населения русские составляли 87 % от 185 жителей.

## Инфраструктура
Новокрасиловская начальная общеобразовательная школа.
Фельдшерско-акушерский пункт
Экономика
Основное направление — сельское хозяйство.

## Транспорт
Село доступно по автодороге общего пользования межмуниципального значения «а/д К-15 — Гоношиха — Среднекрасилово» (идентификационный номер 01 ОП МЗ 01Н-1307) протяженностью 20,100 км.